# برادلي شو
برادلي شو (بالإنجليزية: Bradley Shaw) هو لاعب هوكي الحقل نيوزيلندي، ولد في 13 فبراير 1983 في كرايستشرش في نيوزيلندا.

## وصلات خارجية
- برادلي شو على موقع الاتحاد الدولي للهوكي (الإنجليزية)
- برادلي شو على موقع أوليمبيديا (الإنجليزية)
- برادلي شو على موقع اللجنة الأولمبية النيوزيلندية (الإنجليزية)
- برادلي شو على موقع اتحاد ألعاب الكومنولث (مؤرشف) (الإنجليزية)